# 제리 하우스너

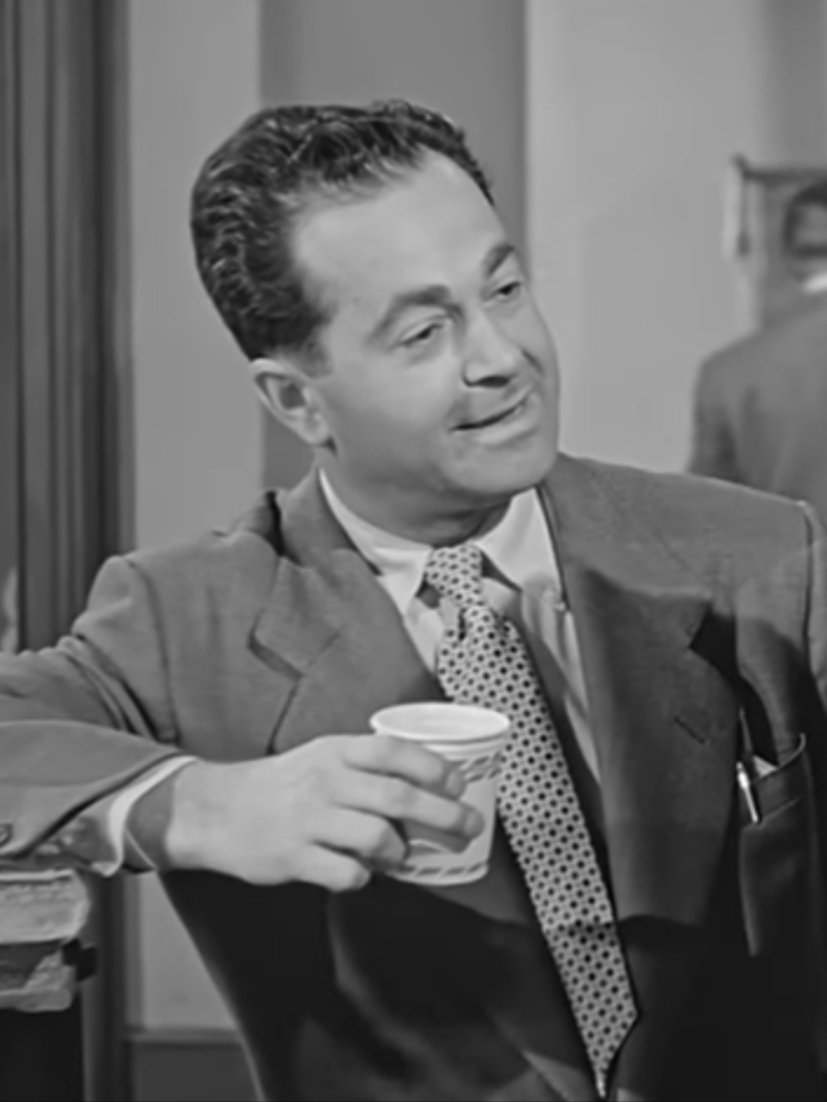

제리 하우스너(Jerry Hausner, 1909년 5월 5일 ~ 1993년 4월 1일)는 미국의 배우, 텔레비전 배우, 성우이다.
클리블랜드에서 태어났으며 로스앤젤레스에서 사망하였다. 포리스트 론 메모리얼 파크에 매장되었다.

## 영화
- 마지막 홈런 (1985년)
- 더 딕 트레이시 쇼 (1961년)
- 미스터 마구 (1960년)
- 프라이빗 헬 36 (1954년)
- 슈퍼맨 - 54년작 3 (1954년)
- 어페어 오브 도비 길리스 (1953년)
- 더 스투지 (1952년)
- 아토믹 시티 (1952년)
- 세일러 비워 (1952년)
- 왈가닥 루시 (1951년)
- 유어 인 더 네이비 나우 (1951년)
- 브로드웨이로 가는 두 장의 티켓 (1951년)
- 14시간 (1951년)
- 투 프리즈 어 레이디 (1950년)